# Waldschlösschen-Brücke (Lahn)
Die Waldschlösschen-Brücke ist eine Straßenbrücke über die Lahn im hessischen Verlauf der Bundesstraße 3 auf Höhe des Weimarer Ortsteiles Argenstein in Weimar (Lahn). Die ab Mitte der 1960er Jahre geplante Flussquerung ist als Teil einer neuen Ortsumfahrung der Dörfer Niederweimar und Gisselberg zuerst einzügig errichtet worden. Im Rahmen des vierstreifigen Ausbaus des Abschnittes zwischen Frühjahr 2007 und Mai 2011 wurde ab März 2008 ein neues Brückenbauwerk für zwei baulich getrennte Fahrbahnen errichtet.

## Konstruktion
Die neue Waldschlösschen-Brücke quert in Nord-Süd-Richtung die Lahn als zweizügige, gevoutete Hohlkastenkonstruktion aus Spannbeton. Jeder Brückenzug besteht aus vier Feldern mit Stützweiten von 60, 90, 85 und 60 Metern. Beide Überbauten sind zusammen 29,5 Meter breit, die Länge der Brückenzüge beträgt jeweils 300 Meter. Da die Brücke den Fluss in spitzem Winkel überquert, sind die Brückenzüge um rund 10 Meter versetzt zueinander gebaut, wobei der westliche Brückenzug der südlichere ist. Insgesamt beträgt die Brückenfläche 8850 Quadratmeter. Es wurden für die zwei Unterbauten 430 Tonnen Betonstahl und 4800 Kubikmeter Beton verbaut. Die beiden Fahrbahnplatten bestehen aus 2530 Tonnen Baustahl, 990 Tonnen Betonstahl und 3600 Kubikmeter Beton.

## Namensgebung
Das namensgebende Waldschlösschen wurde 1850 am östlichen Brückenkopf der Nehbrücke (Flusskilometer −29,9), der ursprünglichen Lahnquerung, als Zollstation für die Erhebung des Brückengeldes errichtet. Nachdem die Zollerhebung weggefallen war, ging das Gebäude in Privatbesitz über. Die neuen Besitzenden bauten das Anwesen zu einem Hotel-Restaurant mit Tanzsaal aus. Das besonders bei der Jugend beliebte Ausflugs- und Tanzlokal wurde 1970 abgerissen, da es dem Neubau der B 3 im Wege stand. Bei dem weiteren Ausbau der Bundesstraße ab 2007 verschwanden die letzten Reste des Waldschlösschens.